# 科哈特边疆区

联邦直辖部落地区

科哈特边疆区（Frontier Region Kohat），是巴基斯坦联邦直辖部落地区的一个边疆区。该边疆区以邻近的科哈特县命名。西邻奥拉克兹特区，北邻白沙瓦县，东邻瑙谢拉县，南邻科哈特县。
该区为多山地区，平均海拔1500米。